# Трифун Димић
Трифун Димић (Госпођинци 29. фебруар 1956. — Нови Сад 13. септембар 2001) био је српски књижевник, преводилац, филолог, културни антрополог, критичар, покретач и вођа ромских културних акција. Познат као
„отац ромске писмености” и „ромски Вук Караџић”, цео свој живот посветио је еманципацији ромског народа.

## Биографија
Трифун Димић рођен је у малом војвођанском граду Госпођинци 29. фебруара 1956. године. Читав живот посветио је свом ромском народу и његовој еманципацији. Био је један од највећих ромолога на свету. Живео је у Новом Саду.
Трифун Димић је у почетку сакупљао и бележио дела народног усменог стваралаштва, тако да је 1979. године на српском и ромском објавио  збирку песама Долазећи са вашара и Клетве, заклетве и благослови Рома 1984. године, а  1996. године у издању Матице ромске Народну ромску поезију у Војводини.
Поред ромског усменог стваралаштва интересовала га је и духовност па је преводио капитална књижевна дела. Објавио је превод на ромски језик Песме над песмама из Старог завета, 1987. године, а потом 1991. и први превод Новог завета, да би 1997. године објавио и превод Библијског петокњижја. Од посебног значаја превод црквене књиге Служебник, 1993. године, захваљујући ком је први пут у свету одржана Литургија на ромском језику, 8. априла 1993. године у Саборној цркви у Новом Саду. Превео је и муслиманску свету књигу Куран. Превео је Еп о Гилгамешу.
Објавио неколико збирки песама међу којима су Погуби, Боже, оне друмове, 1993. године, Време самоће 1996. године и Стопала у прашини, 1998. године, затим је објавио студију Света Петка од Епивата до Јаша, 1996. године, уџбеник Писменица, 1995. године и многа друга дела.
Димић је писао поезију, прозу, филолошке и историјске студије, а бавио се и новинарством. Био је покретач и уредник научно-стручног часописа „Ромологија”, који је од 1989. године излазио на српском и на ромском језику, а исто тако и часописа за ромску културу и књижевност „Реч Рома”, који је излазио од 1994. године, у издању Друштва Војводине за језик, књижевност и културу Рома, које је такође он основао. Путем издања овог Друштва представљени су скоро сви ромски писци у тадашњој Југославији.
Основао је, 1996. године, Матицу ромску у којој је до своје смрти био председник. Радећи у Матици, направио је мноштво планова по питању развијања ромске културе и језика, од којих је многе остварио.
Значајан је и његов рад на пољу образовања на ромском језику. Сачинио је наставни план и програм за наставни предмет Језик и национална култура Рома, који је одобрила Влада Републике Србије, Министарство за просвету, 9. новембра 1998. године, а 2000. године објавио је и први Буквар на ромском језику. Одржавање факултативне наставе на ромском језику почело још 1996. године, најпре у Војводини за 72 ученика, узраста од I—VII разреда основне школе, у три одељења у Обровцу и два одељења у Товаришеву, да би се убрзо проширило и у другим местима, како у Војводини тако и ван ње.
Преминуо је у Новом Саду, 13. септембра 2001. године.
За његов допринос град му се одужио доделивши једној од улица његово име. Његово име носи и огранак Градске библиотеке у Новом Саду.

## Дела
Објавио је преко стотину стручних радова из области романских наука и ромске литературе. Уредио је и објавио преко тридесет књига о многим ромским и српским писцима.
- Kana avavas ando foro / Долазећи са вашара, 1979,
- Клетве, заклетве и благослови, 1984,
- Национална ромска поезија, 1986,
- Песма над песмама (певање на ромском језику), 1988,
- Св. Јованово Јеванђеље Исуса Христа (преведено на ромски језик), 1989,
- Нови завет (превод на ромски језик), 1991,
- Песма над песмама (превод на ромски), 1991,
- Служебник (на српском и ромском језику), 1993,
- Погуби, Боже, оне друмове, 1993,
- Лил рамосаримако/ Писменица(уџбеник), 1995,
- Света Петка од Епивата до Јаша, 1996,
- Гилгамеш (препев на ромски језик), 1996,
- Време самоће, 1996,
- Библијски петокњижје (превод на ромски језик), 1997,
- Традиционална ромска књижевност, 1997,
- Стопала у прашини, 1998.